# Incendi de Valladolid
L'incendi de la ciutat de Valladolid del 21 de setembre de 1561, va ser un succés de la història de Valladolid que es va saldar amb la destrucció d'una desena part de la ciutat.
L'incendi va començar el diumenge 21 de setembre, en l'entorn de la casa de l'argenter de la ciutat, Juan de Granada. El fort vent de l'est que va variar després a sud-oest, va expandir el foc en totes les direccions dificultant-ne l'extinció. Va durar 50 hores i es va saldar amb la destrucció d'almenys 440 cases, entre elles la plaça del Mercat i pràcticament totes les del barri d'artesans que comprenia la zona d'habitatges entre els carrers de la Passió i de Teresa Gil.
La catàstrofe va ser pal·liada en part per l'ordre de Felip II de procedir a la reconstrucció de la ciutat (la Cort espanyola s'havia traslladat l'any anterior a Madrid), ja que el succés havia deixat grans esplanades sense construir al centre de la ciutat, cosa que va permetre que Valladolid es convertís en un dels centres de desenvolupament dels nous estils que es venien desenvolupant a Espanya: l'herrerià i posteriorment el barroc. A aquesta etapa de construcció pertanyen la Catedral, la Plaça Major o l'Església de Sant Benet.